# Talusy
Talusy (deutsch Thalussen, 1938 bis 1945 Talussen) und Talusy (Osada) sind zwei Orte in der polnischen Woiwodschaft Ermland-Masuren und gehören zur Gmina Ełk (Landgemeinde Lyck) im Powiat Ełcki (Kreis Lyck).

## Geographische Lage
Talusy und Talusy (Osada) liegen im südlichen Osten der Woiwodschaft Ermland-Masuren, neun Kilometer südwestlich der Kreisstadt Ełk (Lyck). Der Weiler (polnisch Osada) Talusy liegt etwa ein Kilometer südlich des Dorfes.

## Geschichte
Das Dorf Talusy wurde als Thalussen im Jahr 1476 gegründet. Zwischen 1874 und 1945 war es Teil des Amtsbezirks Lyck-Land, der seinen Sitz in Neuendorf (polnisch Nowa Wieś Ełcka) hatte. Er gehörte zum Kreis Lyck im Regierungsbezirk Gumbinnen (ab 1905: Regierungsbezirk Allenstein) der preußischen Provinz Ostpreußen.
186 Einwohner zählte Thalussen im Jahre 1910, im Jahre 1933 waren es noch 165. Aufgrund der Bestimmungen des Versailler Vertrags stimmte die Bevölkerung im Abstimmungsgebiet Allenstein, zu dem Thalussen gehörte, am 11. Juli 1920 über die weitere staatliche Zugehörigkeit zu Ostpreußen (und damit zu Deutschland) oder den Anschluss an Polen ab. In Thalussen stimmten 120 Einwohner für den Verbleib bei Ostpreußen, auf Polen entfielen keine Stimmen.
Am 3. Juni (amtlich bestätigt am 16. Juli) des Jahres 1938 erhielt Thalussen Umbenennung in der veränderten Schreibweise des Namens: „Talussen“. Ein Jahr später belief sich die Einwohnerzahl auf nur noch 155.
In Kriegsfolge kam das Dorf 1945 mit dem gesamten südlichen Ostpreußen zu Polen und trägt seither die polnische Namensform „Talusy“.
Über die Historie des Weilers Talusy (Osada) liegen keinerlei Belege vor. Ob – außer in der Namensgebung – ein Zusammenhang zum Dorf Talusy besteht, ist nicht bekannt, auch nicht eine etwaige frühere deutsche Bezeichnung. Es ist durchaus möglich, dass die kleine Ortschaft erst nach 1945 entstanden ist.
Talusy ist heute – Talusy (Osada) dürfte einbezogen sein – Sitz eines Schulzenamtes (polnisch Sołectwo). Somit gehören beide Ortschaften zur Gmina Ełk (Landgemeinde Lyck) im Powiat Ełcki (Kreis Lyck), vor 1998 der Woiwodschaft Suwałki, seither der Woiwodschaft Ermland-Masuren zugehörig.

## Kirche
Vor 1945 war Thalussen resp. Talussen in die evangelische Pfarrkirche Lyck in der Kirchenprovinz Ostpreußen der Kirche der Altpreußischen Union sowie in die katholische St.-Adalbert-Kirche in Lyck im Bistum Ermland eingepfarrt. Der kirchliche Bezug von Talusy (mit Talusy (Osada)) zur Kreisstadt besteht auch heute.

## Soldatenfriedhof Thalussen 1914–1918

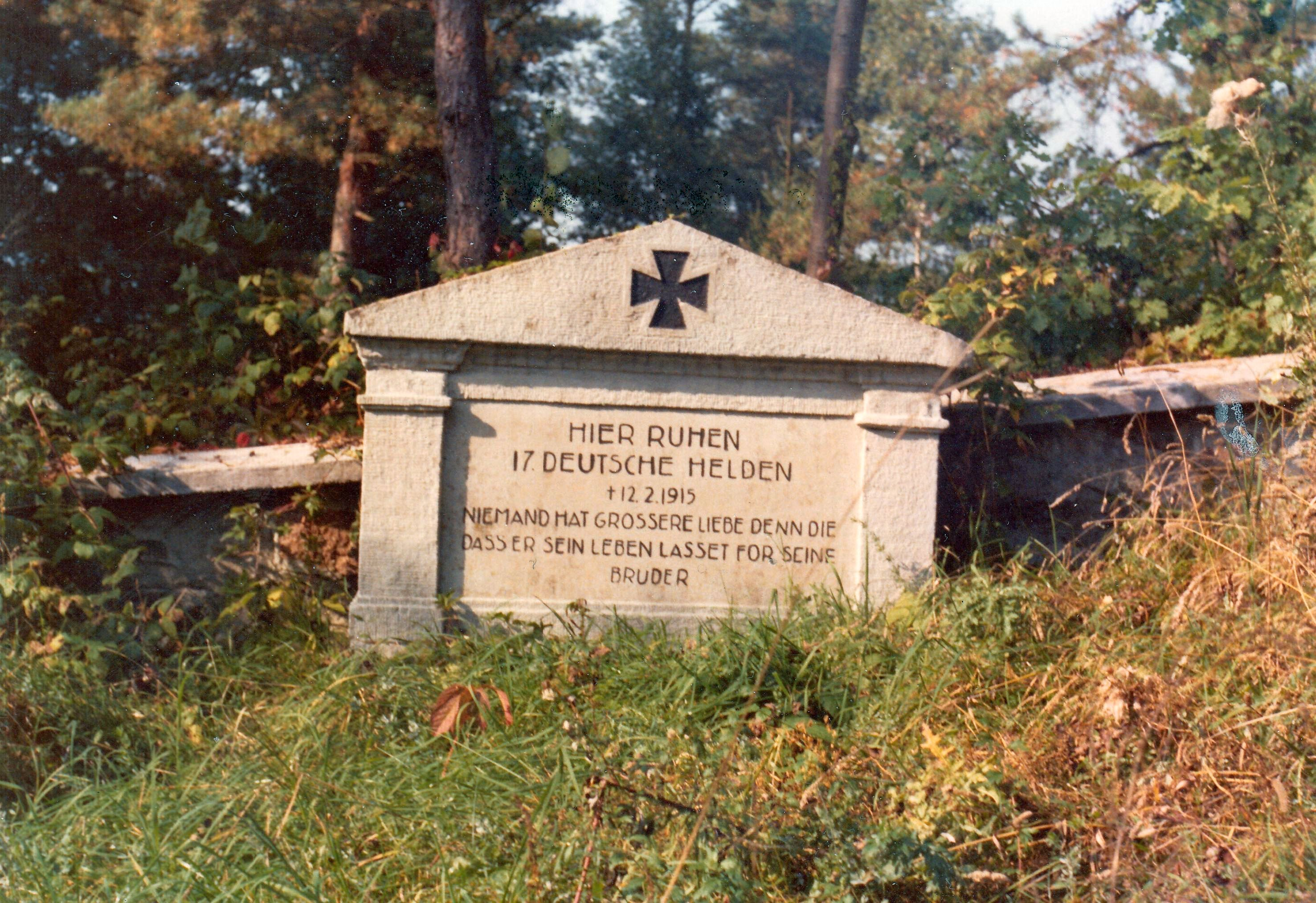
Grabmal für 17 unbekannte Soldaten

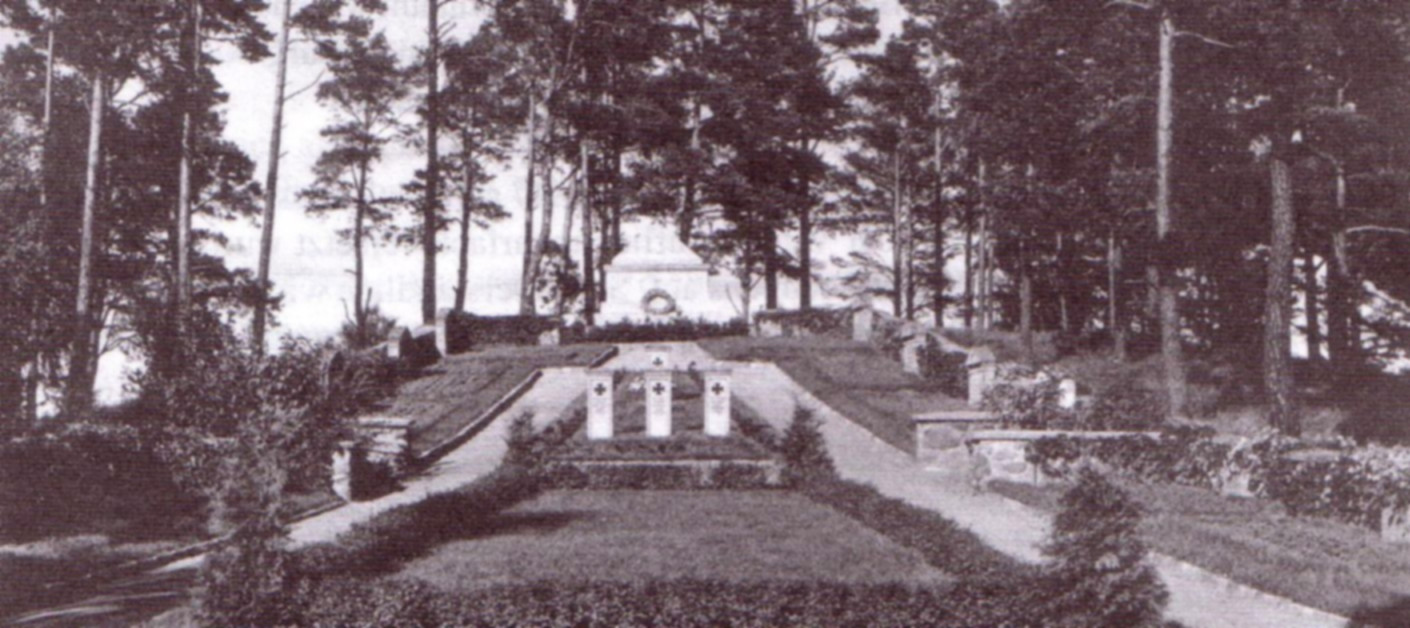
Ehrenmal auf dem Soldatenfriedhof Thalussen

Am 11. September 1932 wurde auf dem einstigen Wachtberg bei Thalussen der damals so genannte „Heldenfriedhof Thalussen“ seiner Bestimmung übergeben. Auf dem Gelände ruhen 79 deutsche und 278 russische Soldaten, die bei der großen Winterschlacht in Masuren am 14. Februar 1915 gefallen sind. Entworfen wurde die Gedenkstätte vom Lycker Architekten Heinrich Lotz.

## Verkehr
Talusy liegt an der bedeutenden Ost-West-Verkehrsachse der polnischen Landesstraße 16 (einstige deutsche Reichsstraße 127), die die drei Woiwodschaften Kujawien-Pommern, Ermland-Masuren und Podlachien miteinander verbindet. Außerdem enden mehrere kleine Nebenstraßen aus dem Umland in Talusy. Die nächste Bahnstation ist Mołdzie (Moldzien, 1938 bis 1945 Mulden) an der Bahnstrecke Czerwonka–Ełk (deutsch Rothfließ–Lyck), die jedoch nur noch unregelmäßig im Güterverkehr befahren wird.

## Sonstiges
Thalussen wird in Hans-Joachim Haeckers Theaterstück Das Spiel vom Teufelsstein zu Thalussen. Eine masurische Sage genannt, das 1962 entstanden ist.